# Cissus carrissoi
Cissus carrissoi är en vinväxtart som beskrevs av Exell & Mendonca. Cissus carrissoi ingår i släktet Cissus och familjen vinväxter. Inga underarter finns listade i Catalogue of Life.